# Мёртвые души (опера)
«Мёртвые души» — оперные сцены композитора Родиона Щедрина, написанные на сюжет одноимённой поэмы Николая Гоголя.

## История создания
Композитор обратился к произведению Гоголя по заказу Большого театра и работал над произведением около десяти лет, самостоятельно написав либретто. Премьера состоялась в Большом театре в 1977 году (дирижёром выступил Ю. Темирканов, режиссёром — Б. Покровский).

## Действующие лица
| Партия                                             | Певческий голос                               | Исполнители на премьере в Большом театре 7 июня 1977 года Дирижёр — Юрий Темирканов |
| -------------------------------------------------- | --------------------------------------------- | ----------------------------------------------------------------------------------- |
| Павел Иванович Чичиков                             | виртуозный баритон                            | Александр Ворошило                                                                  |
| Ноздрёв                                            | драматический тенор                           | Владислав Пьявко                                                                    |
| Коробочка                                          | меццо-сопрано                                 | Лариса Авдеева                                                                      |
| Собакевич                                          | бас широкого диапазона                        | Борис Морозов                                                                       |
| Плюшкин                                            | меццо-сопрано или характерный тенор           | Галина Борисова                                                                     |
| Манилов                                            | лирический тенор                              | Виталий Власов                                                                      |
| Мижуев                                             | низкий бас                                    | Владимир Филиппов                                                                   |
| Селифан                                            | высокий тенор в русской народной манере пения | Алексей Масленников                                                                 |
| Мужик с козой                                      | бас                                           | Пётр Глубокий                                                                       |
| Бородатый мужик                                    | бас-профундо                                  | Георгий Селезнёв                                                                    |
| Запев                                              | три солистки в русской манере пения           | Лидия Никольская, Любовь Кузьмичёва, Дана Муравьёва                                 |
| Плач солдатки                                      | меццо-сопрано                                 | Нина Григорьева                                                                     |
| Анна Григорьевна, дама приятная во всех отношениях | колоратурное сопрано                          | Ирина Журина                                                                        |
| Софья Ивановна, дама просто приятная               | колоратурное сопрано                          | Ольга Терюшнова                                                                     |
| Губернатор                                         | бас                                           | Лев Вернигора                                                                       |
| Губернаторша                                       | контральто                                    | Раиса Котова                                                                        |
| Губернаторская дочка                               | без пения (балерина)                          | Наталья Седых                                                                       |
| Прокурор                                           | баритон или высокий бас                       | Владимир Валайтис                                                                   |
| Полицмейстер                                       | бас-баритон                                   | Юрий Григорьев                                                                      |
| Почтмейстер                                        | драматический тенор                           | Георгий Андрющенко                                                                  |
| Председатель палаты                                | тенор                                         | Анатолий Мишутин                                                                    |
| Лизанька Манилова                                  | лирико-колоратурное сопрано                   | Марта Костюк                                                                        |
| Священник                                          | лирический тенор                              | Андрей Соколов                                                                      |
| Капитан-исправник                                  | бас или баритональный бас                     | Николай Низиенко                                                                    |
| Сысой Пафнутьевич                                  | тенор                                         | Владислав Пашинский                                                                 |
| Макдональд Карлович                                | бас                                           | Александр Лаптев                                                                    |
| Павлушка, дворовый человек Ноздрёва                | тенор                                         | Евгений Шапин                                                                       |
| Порфирий, дворовый человек Ноздрёва                | бас                                           | Юрий Королёв                                                                        |
| Мать Манилова                                      | сопрано                                       | Галина Чорноба                                                                      |
| Отец Манилова                                      | тенор                                         | Константин Басков                                                                   |
| Дед Манилова                                       | бас                                           | Юрий Королёв                                                                        |
| Бобелина, портрет греческого полководца            | сопрано                                       | Лариса Юрченко                                                                      |
| Миаули, портрет греческого полководца              | тенор                                         | Евгений Шапин                                                                       |
| Канари, портрет греческого полководца              | тенор                                         | Константин Басков                                                                   |
| Маврокордато, портрет греческого полководца        | бас                                           | Юрий Королёв                                                                        |
| Петрушка, лакей Чичикова                           | без слов                                      | Алексей Романов                                                                     |
| Алкид и Фемистоклюс, дети Манилова                 | без пения                                     | Осип и Родион Тунинские                                                             |

## Оценки
«В музыкальном решении оперы Щедрин опирается на опыт своих великих предшественников. Корни музыки „Мёртвых душ“ — в нашей отечественной классике. Они ведут от „Каменного гостя“ Даргомыжского и „Женитьбы“ Мусоргского к операм Прокофьева и Шостаковича. Следуя их реалистическим традициям, автор „Мёртвых душ“ смело развивает современными средствами выразительный язык, основывающийся на достоверных интонациях человеческой речи. Вместе с тем композитор вновь проявил глубокую привязанность к народной музыке, дух которой он замечательно чувствует и передаёт как художник нашего времени».— Тихон Хренников